# COROT-5b
COROT-5b (antes conocido como COROT-Exo-5b COROT-5b) es un planeta extrasolar que orbita la estrella no identificados COROT-5. Fue reportada por primera vez por el equipo de la misión COROT en 2008.
Este planeta ha sido confirmada por un estudio de seguimiento de velocidad radial.

## Propiedades y ubicación
Se reporta que este objeto planetario tiene aproximadamente la mitad de la masa, pero es un poco más grande que el planeta Júpiter.